# Guberevac (Leskovac)
Guberevac (Leskovac) (em cirílico: Губеревац) é uma vila da Sérvia localizada no município de Leskovac, pertencente ao distrito de Jablanica, na região de Jablanica. A sua população era de 1736 habitantes segundo o censo de 2002.

## Demografia
| 1948  | 1953  | 1961  | 1971  | 1981  | 1991  | 2002  | 2011  |
| ----- | ----- | ----- | ----- | ----- | ----- | ----- | ----- |
| 1 914 | 1 986 | 1 979 | 1 910 | 1 986 | 1 987 | 1 875 | 1 736 |